# Pallavolo Sirio Perugia 2005-2006
Questa voce raccoglie le informazioni riguardanti la Pallavolo Sirio Perugia nelle competizioni ufficiali della stagione 2005-2006.

## Stagione
La stagione 2005-06 è per la Pallavolo Sirio Perugia, sponsorizzata dalla Despar, la sedicesima, la decima consecutiva, in Serie A1: in panchina viene confermato Massimo Barbolini, mentre la rosa rimane pressoché invariata rispetto alla stagione precedente, con l'importante partenza di Taismary Agüero, sostituita da Antonina Zetova; tra gli altri arrivi quello della palleggiatrice Laura Venturini e della giovane Senna Ušić: a metà campionato Simona Gioli lascia la squadra per maternità.
La stagione si apre con la Supercoppa italiana: la formazione perugina però ottiene due sconfitte, sia nelle semifinali che nella finale per il terzo posto, classificandosi quarta.
L'avvio in campionato è segnato da quattro vittorie consecutive: la prima sconfitta arriva alla quinta giornata al tie-break contro il Giannino Pieralisi Volley; il prosieguo del girone d'andata è un alternarsi di gare vinte e perse, che portano la squadra al quinto posto in classifica. Il girone di ritorno invece è costellato solo da successi, eccetto due sconfitte contro il club di Jesi ed il Volley Bergamo: la Pallavolo Sirio Perugia chiude la regular season al quarto posto in classifica. Nei quarti di finale dei play-off scudetto, dopo aver vinto gara 1 contro il Giannino Pieralisi Volley, perde le altre due gare successive, venendo eliminata dalla corsa al titolo di campione d'Italia.
L'uscita dai play-off scudetto alla prima fase consente la partecipazione alla Coppa di Lega: dopo aver vinto il proprio girone battendo sia il Volley Club Padova che il Santeramo Sport, vince il trofeo avendo la meglio in finale, sia nella gara d'andata che in quella di ritorno, sul Chieri Volley.
Tutte le squadre partecipanti alla Serie A1 2005-06, disputano la Coppa Italia: la squadra umbra, grazie ai piazzamenti ottenuti in campionato nella stagione precedente, parte direttamente dai quarti di finale, dove supera, battendo sia nella gara di andata che in quella di ritorno, l'Asystel Volley; tuttavia viene poi eliminata in semifinale dal Giannino Pieralisi Volley.
Il secondo posto in classifica generale e la vittoria del campionato nella stagione 2004-05, permettono alla formazione di partecipare alla Champions League 2005-06: nella fase a gironi, eccetto una sconfitta contro l'Azərreyl Voleybol Klubu, è caratterizzato da tutte vittorie, chiudendo la propria pool al primo posto; nei play-off a 6 vince la gara d'andata e quella di ritorno contro il Volejbol'nyj klub Uraločka, qualificandosi alla Final Four di Cannes: dopo aver superato nelle semifinali il VakıfBank Spor Kulübü, batte in finale le padrone di casa del Racing Club de Cannes, vincendo per la prima volta la massima competizione europea per club.

## Organigramma societario
Area direttiva
- Presidente: Alfonso Orabona

Area tecnica
- Allenatore: Massimo Barbolini
- Allenatore in seconda: Emanuele Sbano
- Scout man: Giovanni Simoncini

Area sanitaria
- Medico: Michela Lorenzini
- Preparatore atletico: Ezio Bramard
- Fisioterapista: Mauro Proietti

## Rosa
| N° | Nome                 | Ruolo | Data di nascita   | Nazionalità sportiva |
| -- | -------------------- | ----- | ----------------- | -------------------- |
| 1  | Walewska de Oliveira | C     | 1º ottobre 1979   | Brasile              |
| 2  | Alessia Morelli      | S     | 30 maggio 1985    | Italia               |
| 3  | Dorota Świeniewicz   | S     | 27 luglio 1972    | Polonia              |
| 4  | Lucia Crisanti       | C     | 16 marzo 1986     | Italia               |
| 5  | Antonina Zetova      | S/O   | 17 settembre 1983 | Bulgaria             |
| 6  | Chiara Di Iulio      | S     | 5 maggio 1985     | Italia               |
| 7  | Hélia de Souza       | P     | 10 marzo 1970     | Brasile              |
| 8  | Laura Venturini      | P     | 30 gennaio 1977   | Italia               |
| 9  | Chiara Arcangeli     | L     | 14 febbraio 1983  | Italia               |
| 11 | Elisa Mezzasoma      | C     | 21 gennaio 1990   | Italia               |
| 12 | Senna Ušić           | S     | 14 maggio 1986    | Croazia              |
| 13 | Mirka Francia        | S     | 14 febbraio 1975  | Italia               |
| 17 | Simona Gioli         | C     | 17 settembre 1977 | Italia               |

## Mercato
| Acquisti | Acquisti        | Acquisti      | Acquisti   |
| R.       | Nome            | da            | Modalità   |
| -------- | --------------- | ------------- | ---------- |
| C        | Elisa Mezzasoma | ?             | definitivo |
| S        | Alessia Morelli | ?             | definitivo |
| S        | Senna Ušić      | Velika Gorica | definitivo |
| P        | Laura Venturini | Busto Arsizio | definitivo |
| S/O      | Antonina Zetova | Chieri        | definitivo |

| Cessioni | Cessioni           | Cessioni   | Cessioni   |
| R.       | Nome               | a          | Modalità   |
| -------- | ------------------ | ---------- | ---------- |
| S/O      | Taismary Agüero    | Asystel    | definitivo |
| C        | Simona Gioli       | -          | ritirata   |
| P        | Katarzyna Gujska   | Bergamo    | definitivo |
| C        | Dragana Marinković | Collecchio | definitivo |
| S        | Chiara Sacco       | ?          | definitivo |

## Risultati

### Serie A1

#### Girone di andata
| 1ª giornata - 8 ottobre 2005 PalaEvangelisti, Perugia             | Sirio Perugia     | 3 - 0 | Airone             | 25-12, 25-15, 25-12               |
| 2ª giornata - 12 ottobre 2005 PalaCooper, Santeramo in Colle      | Santeramo         | 0 - 3 | Sirio Perugia      | 17-25, 17-25, 19-25               |
| 3ª giornata - 16 ottobre 2005 PalaEvangelisti, Perugia            | Sirio Perugia     | 3 - 0 | Arzano             | 25-15, 25-22, 25-19               |
| 4ª giornata - 30 ottobre 2005 PalaDionigi, Sant'Angelo in Lizzola | Robursport Pesaro | 1 - 3 | Sirio Perugia      | 17-25, 23-25, 25-17, 21-25        |
| 5ª giornata - 6 novembre 2005 PalaEvangelisti, Perugia            | Sirio Perugia     | 2 - 3 | Giannino Pieralisi | 16-25, 25-23, 23-25, 25-18, 13-15 |
| 6ª giornata - 27 novembre 2005 PalaMaddalene, Chieri              | Chieri            | 2 - 3 | Sirio Perugia      | 25-20, 23-25, 25-13, 19-25, 8-15  |
| 7ª giornata - 4 dicembre 2005 PalaEvangelisti, Perugia            | Sirio Perugia     | 2 - 3 | Vicenza            | 20-25, 25-19, 19-25, 25-17, 13-15 |
| 8ª giornata - 11 dicembre 2005 PalaEvangelisti, Perugia           | Sirio Perugia     | 3 - 0 | Bergamo            | 25-17, 25-23, 25-22               |
| 9ª giornata - 18 dicembre 2005 PalaArcella, Padova                | Club Padova       | 2 - 3 | Sirio Perugia      | 16-25, 25-19, 25-20, 13-25, 12-15 |
| 10ª giornata - 7 gennaio 2006 PalaEvangelisti, Perugia            | Sirio Perugia     | 1 - 3 | Asystel            | 23-25, 18-25, 25-22, 21-25        |
| 11ª giornata - 15 gennaio 2006 PalaGalassi, Forlì                 | Forlì             | 2 - 3 | Sirio Perugia      | 18-25, 24-26, 25-22, 25-18, 20-22 |

#### Girone di ritorno
| 12ª giornata - 22 gennaio 2006 PalaITC, Tortolì                 | Airone             | 2 - 3 | Sirio Perugia     | 21-25, 20-25, 33-31, 26-24, 10-15 |
| 13ª giornata - 25 gennaio 2006 PalaEvangelisti, Perugia         | Sirio Perugia      | 3 - 1 | Santeramo         | 25-19, 25-19, 26-28, 25-22        |
| 14ª giornata - 29 gennaio 2006 PalaCasoria, Casoria             | Arzano             | 0 - 3 | Sirio Perugia     | 15-25, 20-25, 21-25               |
| 15ª giornata - 4 febbraio 2006 PalaEvangelisti, Perugia         | Sirio Perugia      | 3 - 1 | Robursport Pesaro | 20-25, 25-23, 25-18, 25-16        |
| 16ª giornata - 19 febbraio 2006 PalaTriccoli, Jesi              | Giannino Pieralisi | 3 - 0 | Sirio Perugia     | 28-26, 25-23, 25-23               |
| 17ª giornata - 26 febbraio 2006 PalaEvangelisti, Perugia        | Sirio Perugia      | 3 - 2 | Chieri            | 22-25, 36-34, 25-16, 25-27, 15-9  |
| 18ª giornata - 5 marzo 2006 Palasport Città di Vicenza, Vicenza | Vicenza            | 0 - 3 | Sirio Perugia     | 21-25, 22-25, 22-25               |
| 19ª giornata - 12 marzo 2006 PalaNorda, Bergamo                 | Bergamo            | 3 - 0 | Sirio Perugia     | 25-23, 25-16, 25-23               |
| 20ª giornata - 7 marzo 2006 PalaEvangelisti, Perugia            | Sirio Perugia      | 3 - 0 | Club Padova       | 27-25, 25-17, 25-21               |
| 21ª giornata - 25 marzo 2006 PalaDalLago, Novara                | Asystel            | 0 - 3 | Sirio Perugia     | 20-25, 20-25, 21-25               |
| 22ª giornata - 2 aprile 2006 PalaEvangelisti, Perugia           | Sirio Perugia      | 3 - 0 | Forlì             | 25-19, 25-19, 25-18               |

#### Play-off scudetto
| Quarti di finale (gara 1) - 5 aprile 2006 PalaEvangelisti, Perugia  | Sirio Perugia      | 3 - 0 | Giannino Pieralisi | 25-17, 25-15, 25-19        |
| Quarti di finale (gara 2) - 9 aprile 2006 PalaTriccoli, Jesi        | Giannino Pieralisi | 3 - 0 | Sirio Perugia      | 25-16, 25-21, 25-17        |
| Quarti di finale (gara 3) - 12 aprile 2006 PalaEvangelisti, Perugia | Sirio Perugia      | 1 - 3 | Giannino Pieralisi | 24-26, 20-25, 25-21, 25-27 |

### Coppa Italia

#### Fase a eliminazione diretta
| Ottavi di finale (andata) - 1º febbraio 2006 PalaEvangelisti, Perugia | Sirio Perugia      | 3 - 1 | Asystel       | 25-21, 25-20, 22-25, 31-29        |
| Ottavi di finale (ritorno) - 8 febbraio 2005 PalaDalLago, Novara      | Asystel            | 1 - 3 | Sirio Perugia | 25-19, 15-25, 21-25, 17-25        |
| Semifinali - 11 febbraio 2006 PalaEvangelisti, Perugia                | Giannino Pieralisi | 3 - 2 | Sirio Perugia | 27-25, 23-25, 25-19, 21-25, 15-12 |

### Supercoppa italiana

#### Fase a eliminazione diretta
| Semifinali - 22 ottobre 2005 PalaRuffini, Torino | Sirio Perugia | 1 - 3 | Asystel | 16-25, 25-23, 22-25, 17-25 |
| Finale - 23 ottobre 2005 PalaRuffini, Torino     | Sirio Perugia | 1 - 3 | Chieri  | 25-23, 18-25, 23-25, 20-25 |

### Coppa di Lega

#### Fase a gironi
| 1ª giornata - 15 aprile 2006 PalaArcella, Padova      | Club Padova   | 2 - 3 | Sirio Perugia | 25-21, 19-25, 17-25, 25-17, 13-15 |
| 2ª giornata - 22 aprile 2006 PalaEvangelisti, Perugia | Sirio Perugia | 3 - 2 | Santeramo     | 25-19, 27-29, 25-17, 17-25, 15-11 |

#### Fase a eliminazione diretta
| Finale (andata) - 25 aprile 2006 PalaEvangelisti, Perugia | Sirio Perugia | 3 - 1 | Chieri        | 22-25, 25-20, 25-19, 25-18 |
| Finale (ritorno) - 29 aprile 2006 PalaMaddalene, Chieri   | Chieri        | 0 - 3 | Sirio Perugia | 20-25, 20-25, 27-29        |

### Champions League

#### Fase a gironi
| 1ª giornata - 18 ottobre 2005 PalaEvangelisti, Perugia                         | Sirio Perugia | 3 - 0 | Calisia       | 25-23, 25-14, 25-16               |
| 2ª giornata - 25 ottobre 2005 Sports Games Palace, Baku                        | Azərreyl      | 3 - 2 | Sirio Perugia | 14-25, 25-22, 21-25, 25-17, 15-13 |
| 3ª giornata - 2 novembre 2005 PalaEvangelisti, Perugia                         | Sirio Perugia | 3 - 0 | VakıfBank     | 25-14, 25-21, 25-20               |
| 4ª giornata - 30 novembre 2005 PalaEvangelisti, Perugia                        | Sirio Perugia | 3 - 0 | Stella Rossa  | 25-9, 25-16, 25-18                |
| 5ª giornata - 8 dicembre 2005 Pabellon Santiago Martin, Santa Cruz de Tenerife | Tenerife      | 0 - 3 | Sirio Perugia | 30-32, 14-25, 21-25               |
| 6ª giornata - 14 dicembre 2005 PalaEvangelisti, Perugia                        | Sirio Perugia | 3 - 0 | Tenerife      | 25-18, 25-21, 25-22               |
| 7ª giornata - 21 dicembre 2005 Dom odbojke Bojan Stranić, Zagabria             | Stella Rossa  | 0 - 3 | Sirio Perugia | 19-25, 13-25, 23-25               |
| 8ª giornata - 4 dicembre 2006 Haldun Alagaş Spor Salonu, Istanbul              | VakıfBank     | 2 - 3 | Sirio Perugia | 22-25, 25-17, 26-28, 25-16, 11-15 |
| 9ª giornata - 11 dicembre 2006 PalaEvangelisti, Perugia                        | Sirio Perugia | 3 - 0 | Azərreyl      | 29-27, 25-19, 25-20               |
| 10ª giornata - 17 dicembre 2006 Kalisz Arena, Kalisz                           | Calisia       | 1 - 3 | Sirio Perugia | 17-25, 16-25, 25-21, 19-25        |

#### Fase a eliminazione diretta
| Play-off a 6 (andata) - 14 febbraio 2006 Metallurg-Forum, Ekaterinburg | Uraločka      | 2 - 3 | Sirio Perugia | 26-28, 25-15, 23-25, 25-23, 13-15 |
| Play-off a 6 (ritorno) - 21 febbraio 2006 PalaEvangelisti, Perugia     | Sirio Perugia | 3 - 0 | Uraločka      | 25-21, 25-19, 25-21               |
| Semifinali - 18 marzo 2006 Palais des Victoires, Cannes                | VakıfBank     | 2 - 3 | Sirio Perugia | 20-25, 25-22, 25-17, 17-25, 9-15  |
| Finale - 19 marzo 2006 Palais des Victoires, Cannes                    | RC Cannes     | 1 - 3 | Sirio Perugia | 23-25, 20-25, 25-22, 20-25        |

## Statistiche

### Statistiche di squadra
| Competizione        | Punti | In casa | In casa | In casa | In trasferta | In trasferta | In trasferta | Totale | Totale | Totale |
| Competizione        | Punti | G       | V       | P       | G            | V            | P            | G      | V      | P      |
| ------------------- | ----- | ------- | ------- | ------- | ------------ | ------------ | ------------ | ------ | ------ | ------ |
| Serie A1            | 48    | 13      | 9       | 4       | 12           | 9            | 3            | 25     | 18     | 7      |
| Coppa Italia        | -     | 1       | 1       | 0       | 1            | 1            | 0            | 3      | 2      | 1      |
| Supercoppa italiana | -     | -       | -       | -       | -            | -            | -            | 2      | 0      | 2      |
| Coppa di Lega       | 4     | 2       | 2       | 0       | 2            | 2            | 0            | 4      | 4      | 0      |
| Champions League    | 19    | 6       | 6       | 0       | 6            | 5            | 1            | 14     | 13     | 1      |
| Totale              | -     | 22      | 18      | 4       | 21           | 17           | 4            | 48     | 37     | 11     |

G = partite giocate; V = partite vinte; P = partite perse

### Statistiche dei giocatori
| C. Arcangeli   | 25 | -   | -   | -  | -  | 3 | -  | -  | -  | - | 2 | 0  | 0  | 0 | 0 | Statistiche assenti | Statistiche assenti | Statistiche assenti |
| L. Crisanti    | 25 | 161 | 116 | 37 | 8  | 3 | 28 | 19 | 7  | 2 | 2 | 8  | 5  | 3 | 0 | Statistiche assenti | Statistiche assenti | Statistiche assenti |
| W. de Oliveira | 23 | 253 | 187 | 60 | 6  | 3 | 34 | 19 | 12 | 3 | 1 | 11 | 9  | 2 | 0 | Statistiche assenti | Statistiche assenti | Statistiche assenti |
| H. de Souza    | 25 | 52  | 33  | 9  | 10 | 3 | 10 | 5  | 3  | 2 | 2 | 4  | 4  | 0 | 0 | Statistiche assenti | Statistiche assenti | Statistiche assenti |
| C. Di Iulio    | 24 | 16  | 16  | 0  | 0  | 3 | 1  | 1  | 0  | 0 | 2 | 0  | 0  | 0 | 0 | Statistiche assenti | Statistiche assenti | Statistiche assenti |
| M. Francia     | 25 | 478 | 435 | 32 | 11 | 3 | 66 | 59 | 7  | 0 | 2 | 30 | 27 | 3 | 0 | Statistiche assenti | Statistiche assenti | Statistiche assenti |
| S. Gioli       | 9  | 93  | 68  | 24 | 1  | - | -  | -  | -  | - | 2 | 16 | 12 | 3 | 1 | Statistiche assenti | Statistiche assenti | Statistiche assenti |
| E. Mezzasoma   | -  | -   | -   | -  | -  | 0 | 0  | 0  | 0  | 0 | - | -  | -  | - | - | Statistiche assenti | Statistiche assenti | Statistiche assenti |
| A. Morelli     | 4  | 0   | 0   | 0  | 0  | 1 | 0  | 0  | 0  | 0 | 1 | 0  | 0  | 0 | 0 | Statistiche assenti | Statistiche assenti | Statistiche assenti |
| D. Świeniewicz | 25 | 232 | 207 | 16 | 9  | 3 | 45 | 42 | 1  | 2 | 2 | 25 | 20 | 3 | 2 | Statistiche assenti | Statistiche assenti | Statistiche assenti |
| S. Ušić        | 21 | 71  | 56  | 10 | 5  | 3 | 7  | 7  | 0  | 0 | 2 | 3  | 2  | 1 | 0 | Statistiche assenti | Statistiche assenti | Statistiche assenti |
| L. Venturini   | 0  | 0   | 0   | 0  | 0  | 1 | 0  | 0  | 0  | 0 | 0 | 0  | 0  | 0 | 0 | Statistiche assenti | Statistiche assenti | Statistiche assenti |
| A. Zetova      | 23 | 292 | 241 | 37 | 14 | 3 | 34 | 31 | 3  | 0 | 2 | 27 | 24 | 3 | 0 | Statistiche assenti | Statistiche assenti | Statistiche assenti |

P = presenze; PT = punti totali; AV = attacchi vincenti; MV = muri vincenti; BV = battute vincenti